# 九堂夜想
九堂 夜想（くどう やそう、1970年 - ）は、俳人。青森県生まれ。1998年、金子兜太の「海程」入会、2003年、「海程」新人賞。2004年、旧「未定」「豈」メンバーらと共に俳句同人誌「LOTUS」を創刊。2006年、第二回芝不器男俳句新人賞にて齋藤愼爾奨励賞。2009年、若手俳人アンソロジー『新撰21』（邑書林）に「アラベスク」100句入集。2019年、句集『アラベスク』（六花書林）刊行。2022年、鶴山裕司、酒卷英一郎、大井恒行と共に『安井浩司読本Ⅰ・Ⅱ』（金魚屋プレス日本版）を共編。「LOTUS」編集人を経て、無所属。
「楡よ祖は海より仆れくるものを」「みずうみを奏でる断頭台なれや」「ルフランは紙の次元へすべりひゆ」「白馬（あおうま）の夢とやなしくずしに倒れ」「孔雀大虐殺百科辞書以前」「火祭りよ陸（くが）果てのいや立ちくらみ」など、五七五定型を遵守しながらもいわゆる有季定型（花鳥諷詠）とは一線を画し、意味領域の彼岸に立ちつつ読み手の解読を拒否するかのような極めて難解な作風で知られる。

## 著書

### 句集
- 『アラベスク』（六花書林、2019年）

### 共編著
- 『新撰21』（共著：邑書林、2010年）
- 『安井浩司読本Ⅰ・Ⅱ』（金魚屋プレス日本版、2022年）

### その他
- 『カフカ俳句』（編訳・解説：頭木弘樹、中央公論新社、2024年）―頭木弘樹との対談

## 関連
- 金子兜太
- 加藤郁乎
- 安井浩司
- 曾根毅
- 田中亜美